# Мокдадіє
Мокдадіє (перс. مقداديه) — село в Ірані, у дегестані Гакімабад, у Центральному бахші, шахрестані Зарандіє остану Марказі. За даними перепису 2006 року, його населення становило 45 осіб, що проживали у складі 10 сімей.